# 列宁格勒 (乐队)

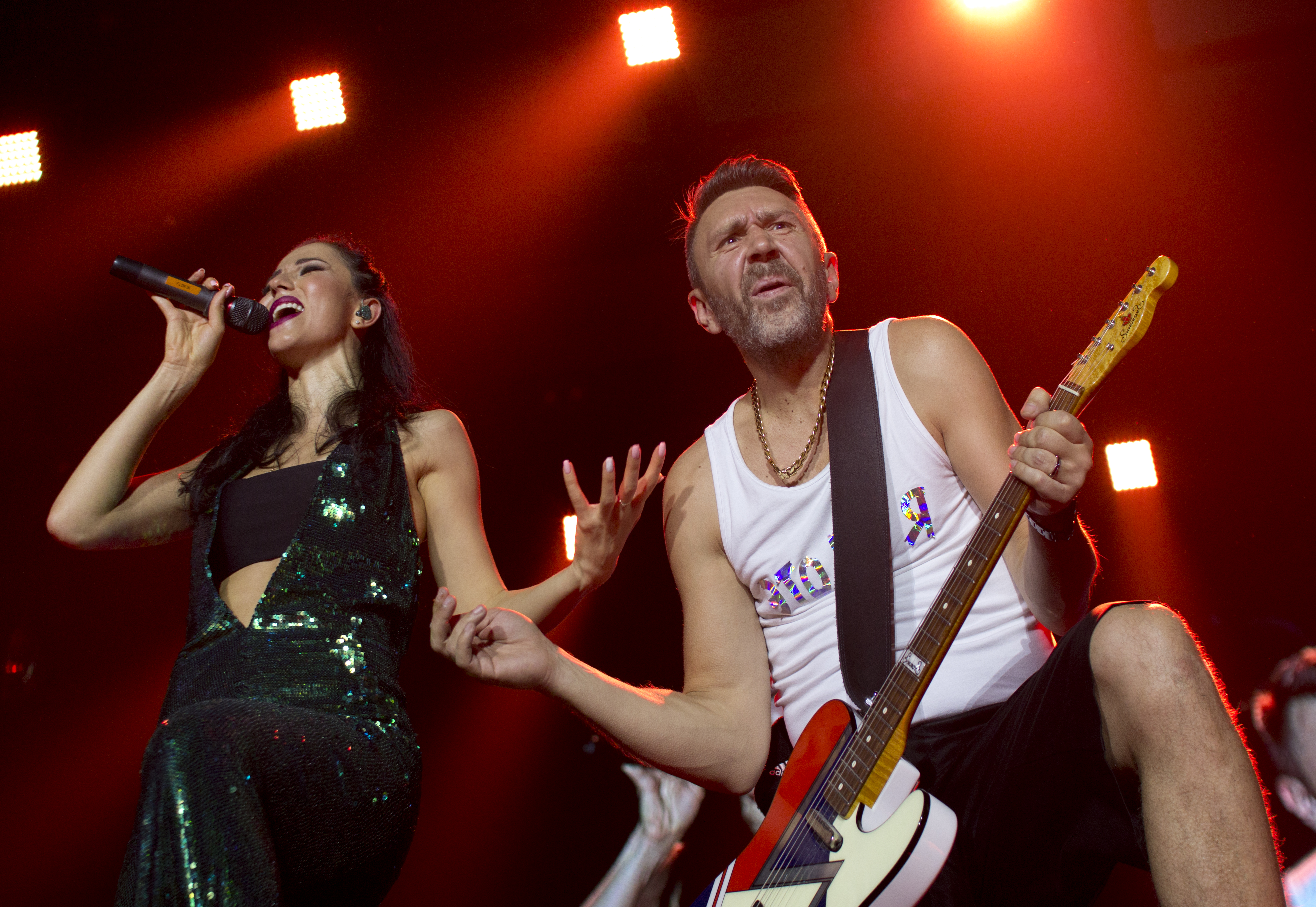
列宁格勒乐队

列宁格勒（俄语：Ленинград）是一支俄罗斯摇滚乐队，源自圣彼得堡（曾经的列宁格勒），主创是谢尔盖·希纳罗维。该乐队组建于1990年代末期，最早有14名成员。2008年，列宁格勒乐队解散，之后于2010年重建。自那时起，乐队又发行了一些新歌和音乐视频。2019年3月，谢尔盖·希纳罗维宣布，列宁格勒乐队将在举办告别巡演后，在当年年底之前解散。